# Niente è per sempre (singolo)
Niente è per sempre è un singolo del cantante italiano Fabio Rovazzi, pubblicato il 3 gennaio 2023. La canzone fu cantata in anteprima nello show di capodanno su Canale 5, Capodanno in musica

## Descrizione
In merito al brano il cantante ha dichiarato:

## Tracce
Testi di Fabio Rovazzi e Paolo Antonacci, musiche di Davide Simonetta.
1. Niente è per sempre – 3:03